# Грин, Эван
Эван Грин (англ. Evan Green; 13 марта 1993, Истборн, Англия) — гибралтарский футболист, нападающий клуба «Сент-Джозефс», выступающий на правах аренды за «Бока Гибралтар». Сыграл один матч за сборную Гибралтара.

## Биография

### Клубная карьера
Родился в английском городе Истборн, однако футбольную карьеру начал в Гибралтаре, в местном клубе «Лайонс Гибралтар». Зимой 2016 года на правах аренды перешёл в «Гибралтар Юнайтед», а летом того же года подписал с командой полноценный контракт и в её составе провёл 17 матчей в чемпионате Гибралтара. Летом 2017 года Грин отправился в Англию, где выступал за команды девятого и восьмого дивизионов «Кингстониан» и «Чертси Таун», но уже зимой следующего года вернулся в Гибралтар, где стал игроком клуба «Сент-Джозефс».

### Карьера в сборной
В 2015 году в составе сборной Гибралтара был участником Островных игр, где сыграл в трёх матчах и занял с командой 10 место.
В официальных матчах дебютировал за Гибралтар 3 сентября 2017 года в матче отборочного турнира чемпионата мира 2018 против сборной Боснии и Герцеговины (0:4), в котором отыграл 80 минут.